# Scarabaeus
Genre
Scarabaeus est un genre d'insectes coléoptères de la famille des Scarabaeidae généralement appelés bousiers.

## Espèces rencontrées en Europe
- Scarabaeus (Ateuchetus) armeniacus Ménetriés, 1832.
- Scarabaeus (Ateuchetus) cicatricosus (Lucas, 1846).
- Scarabaeus (Ateuchetus) laticollis Linnaeus, 1767.
- Scarabaeus (Ateuchetus) puncticollis (Latreille, 1819).
- Scarabaeus (Ateuchetus) semipunctatus Fabricius, 1792.
- Scarabaeus (Ateuchetus) variolosus Fabricius, 1787.
- Scarabaeus (Scarabaeus) babori Balthasar, 1934.
- Scarabaeus (Scarabaeus) bannuensis Janssens, 1940.
- Scarabaeus (Scarabaeus) carinatus (Gebler, 1841).
- Scarabaeus (Scarabaeus) pius (Illiger, 1803).
- Scarabaeus (Scarabaeus) sacer Linnaeus, 1758. - bousier sacré
- Scarabaeus (Scarabaeus) typhon (Fischer, 1824).
- Scarabaeus (Scarabaeus) winkleri Stolfa, 1938.

## Noms en synonymie
- Scarabaeus quadriguttatus Olivier, 1789, un synonyme de Canthon quadriguttatus (Olivier, 1789)